# 민족문제연구소의 친일인명사전 수록자 명단 - 언론/출판
민족문제연구소의 친일인명사전 수록예정자 명단 - 언론/출판은 2008년 민족문제연구소가 발표한 친일인명사전 수록예정자 명단 중 언론/출판 분야에 분류된 이들의 명단이다.

## 언론/출판 분야 목록 (44명)

### 가
| - 김동진 (金東進) - 친일단체 - 김상회 (金尙會) - 중추원 | - 김선흠 (金善欽) - 김인이 (金麟伊) | - 김형원 (金炯元) - 김환 (金丸) - 친일단체 |

### 나
| - 노성석 (盧聖錫) - 친일단체 | - 노익형 (盧益亨) | - 노창성 (盧昌成) |

### 마
| - 민원식 (閔元植) - 중추원, 관료, 친일단체 |

### 바
| - 박남규 (朴南圭) - 박석윤 (朴錫胤) - 해외 | - 박희도 (朴熙道) - 친일단체 - 방응모 (方應謨) - 경제 | - 방태영 (方台榮) - 중추원 - 변일 (卞一) |

### 사
| - 서강백 (徐康百) - 서춘 (徐椿) | - 선우일 (鮮于日) - 송순기 (宋淳夔) | - 신광희 (申光熙) - 심우섭 (沈友燮) |

### 아
| - 양재하 (梁在厦) - 유광렬 (柳光烈) - 이긍종 (李肯鍾) - 이기세 (李基世) | - 이상협 (李相協) - 이원영 (李元榮) - 이윤종 (李允鍾) - 이익상 (李益相) | - 이인섭 (李寅燮) - 이정섭 (李晶燮) - 이창수 (李昌洙) - 이혜구 (李惠求) |

### 자
| - 장지연 (張志淵) | - 정우택 (鄭禹澤) | - 정인익 (鄭寅翼) |

### 차
| - 최영년 (崔永年) - 친일단체 | - 최영주 (崔泳柱) |  |

### 하
| - 함상훈 (咸尙勳) - 홍승구 (洪承耉) | - 홍양명 (洪陽明) - 홍종인 (洪鍾仁) | - 황의필 (黃義弼) |

## 같이 보기
- 친일파 708인 명단 - 사회, 문화, 예술계
- 대한민국 정부 발표 친일반민족행위자 명단 - 경제·사회